# Jan Sivertsen (musiker)
 Der er flere personer med dette navn, se Jan Sivertsen.
Jan Sivertsen (født 28. marts 1955 i København) er en dansk trommeslager og producer som har spillet med i Tøsedrengene, Ray-Dee-Ohh, Halberg Larsen, Sebastian, Lis Sørensen, Poul Halberg og Danser med Drenge. Han har endvidere produceret en lang række plader for andre kunstnere . Jan er således en af de mest spillede danske musikere igennem tiden. Sivertsen har sønnen, producer Sylvester Sivertsen sammen med sangerinden Lis Sørensen som han var gift med (g. 1988-2017). Han var trommeslager og producer på flere af Lis Sørensens plader og ved hendes koncerter i den periode.
I 2016 fik Sivertsen stillet diagnosen parkinsons sygdom. Han er stadig aktiv trommeslager og producer og har bl.a. produceret og spillet på de nyeste singler og albums fra bl.a. Halberg & Friends og musiker og sangskriver Renée Søndergaard.